# Dix-neuf Chants populaires norvégiens
Les Dix-neuf Chants populaires norvégiens opus 66 sont un cycle de pièces pour piano d'Edvard Grieg. Composé en 1896 et publié avec une dédicace à son ancien élève Frants Beyer, ce corpus où prédomine le thème de l'enfance, rassemble des airs traditionnels de la région de Gudbrandsdal.

## Structure
1. Kulok (ranz des vaches)
2. C'est une grande folie
3. Un roi régnait à l'Est
4. Chant de Siri Dala
5. C'était dans ma jeunesse
6. Lok et berceuse
7. Berçeuse
8. Lok
9. C'était un petit enfant
10. Demain tu te marieras
11. Il y avait deux filles
12. Ranveig
13. Un petit homme gris
14. Dans la vallée Ola, au bord du lac Ola: thème repris par Frederick Delius dans On hearing the first Cuckoo in spring
15. Berçeuse
16. Petite astrid
17. Berçeuse
18. J'allais plongé dans mes pensées
19. Berçeuse de Gjendine Slaalien

## Source
- François-René Tranchefort (dir.), Guide de la musique de piano et de clavecin, Paris, Fayard, coll. « Les indispensables de la musique », 1987, 870 p. (ISBN 978-2213016399, BNF 34978617), p. 391